# عاج للإنتاج الفني
عاج للإنتاج والتوزيع الفني شركة سورية وواحدة من أهم الشركات الرائدة والمتخصصة في مجال الإنتاج التلفزيوني في الجمهورية العربية السورية
تأسست عام 2002 من أهداف الشركة تطوير الإنتاج الفني وذلك من خلال تعاونها مع أهم الكوادر السورية الفنية المميزة ذات الخبرات والتقنيات العالية
و انتقاءها للأعمال التي تحمل في مضمونها المعايير الفنية التي تكسب العمل جودة عالية لتـنال إعجاب المشاهد العربي.....

## أعمال الشركة
- مسلسل ليالي الصالحية.
- مسلسل باب الحارة الجزء الأول.
- مسلسل كوم الحجر
- مسلسل باب الحارة الجزء الثاني.
- مسلسل الحوت
- مسلسل قاع المدينة
- مسلسل زمن العار
- مسلسل وراء الشمس
- مسلسل أسعد الوراق
- مسلسل دليلة والزيبق
- مسلسل الغفران
- مسلسل مغامرات دليلة والزبيق الجزء الثاني

- مسلسل حارة القبة. [1]

## وصلات خارجية
شركة عاج للإنتاج والتوزيع الفني